# Jeanne Duval
Pour les articles homonymes, voir Jeanne Duval (homonymie) et Duval.
Florine Jeanne Gabrielle Prosper dite Jeanne Duval, née le 18 novembre 1818 à Port-au-Prince en Haïti et morte le 20 décembre 1868 à Saint-Denis, est une comédienne franco-haïtienne. Elle fut la maîtresse et la muse du poète Charles Baudelaire.

## Biographie
Jusqu’à récemment, on savait très peu de choses sur elle, comme en témoigne la biographie de 2005 de Claude Pichois et Jean Ziegler sur Baudelaire : « Nous ignorons les origines familiales de Jeanne et jusqu’au patronyme de celle-ci — si elle en eut un ».
Les hypothèses sur ses origines géographiques abondaient : Jacmel en Haïti, l'île de La Réunion, l’Île Maurice, les Mascareignes, l’Inde, l’Afrique du Sud, Madagascar, Saint-Barthélemy...
Sa date de naissance n’était pas connue. Le seul document qui l'indiquait avait disparu dans un incendie. C'était le registre des entrées de la Maison de santé Dubois (actuel hôpital Fernand-Widal), où Jeanne fut hospitalisée en 1859. Il précisait qu’elle était native de l'île de Saint-Domingue et âgée de 32 ans. Mais cela impliquerait qu’elle avait 15 ans lorsqu’elle rencontra Baudelaire, ce qui semblait un peu trop jeune à certains critiques. Même son nom n’était pas connu avec certitude : pour fuir ses créanciers, elle apparaissait sous des patronymes aussi divers que Duval, Lemer ou Prosper.
De même, son aspect physique a été diversement décrit :
- « Mulâtresse, pas très noire, pas très belle, cheveux noirs peu crépus, poitrine assez plate, de taille assez grande, marchant mal[10] » ;
- « Elle avait les pommettes saillantes, le teint jaune et mat, les lèvres rouges et les cheveux abondants et ondulés jusqu’à la frontière du crépu[11] » ;
- « La taille est longue en buste, bien prise, ondulante comme couleuvre, et particulièrement remarquable par l’exubérant, invraisemblable développement des pectoraux[12]. Rien de gauche, nulle trace de ces dénonciations simiesques qui trahissent et poursuivent le sang de Cham jusqu’à l’épuisement des générations[13] » ;
- « C’était une fille de couleur, d’une très haute taille, qui portait bien sa brune tête ingénue et superbe, couronnée d’une chevelure violemment crespelée et dont la démarche de reine, pleine d’une grâce farouche, avait quelque chose à la fois de divin et de bestial[14] » ;
- « Elle était très grande, avec la démarche souple des Noirs, et des yeux grands comme des soupières[15] ».
- « C'était une personne admirablement faite, élégamment vêtue et portant la toilette à ravir ; nullement négresse, comme on l'a dit et même imprimé, mais un peu jaune de teint, légèrement cuivrée ; il n'était pas rare de la rencontrer au bras du poète, mais alors un voile très épais cachait son visage aux regards[16]. »

On ignorait la date de son arrivée à Paris. En 1838-1839, elle tint de petits rôles, au théâtre de la Porte-Saint-Antoine, sous le nom de scène de Berthe. Elle rencontra alors Nadar, dont elle devint la maîtresse.
Cependant une enquête de Catherine Choupin, publiée le 27 avril 2024, lève le jour sur bien des incertitudes. Cette enquête, qui a fait l'objet d'une controverse dans les médias concernant l'antériorité des découvertes, révèle son vrai nom, le lieu et la date de sa naissance, le lieu et la date de sa mort, ainsi que la date de son arrivée en France avec sa mère au port du havre le 21 juillet 1821,. Au moment de son arrivée en France, Jeanne a alors deux ans, sa grande sœur Gabrielle née à Paris a environ 10 ans, et sa mère, Jeanne Lemaire se présente comme « Veuve Lemaire ».
On ne sait pas comment elle connut Baudelaire, mais la date de cette rencontre se situe entre le 9 avril et le 27 mai 1842. Il existe bien un témoignage sur cette rencontre : « C’est au faubourg Montmartre que, passant un soir en compagnie de Cladel, Baudelaire aperçut Jeanne Duval que des ivrognes tourmentaient. D’instinct Baudelaire s’interposa, puis offrant galamment le bras à la mulâtresse, il la reconduisit chez elle, abandonnant Cladel en pleine rue ». Mais quel crédit accorder à celui qui ajoute : « M. Léon Deschamps, directeur de La Plume, a bien voulu me conter ce détail inédit qu’il tient lui-même de Cladel qui fut l’intime ami et le commensal de Baudelaire », quand on sait que Cladel avait sept ans en 1842 et qu’il ne connut Baudelaire qu’en 1861 ?
Baudelaire installe Jeanne dans l’Île Saint-Louis, au 6, rue de la Femme-Sans-Tête (aujourd’hui rue Le Regrattier), tout près de l’Hôtel Pimodan, sur le Quai d'Anjou, où il habite.
Suivent de longues années de cohabitations, de séparations, de ruptures et de réconciliations.
La vie de Jeanne n’est connue que par ce qu’en disent les lettres de Baudelaire, et surtout celles adressées à sa mère, Mme Aupick. On ne connaît qu’une seule lettre adressée à Jeanne ; Mme Aupick a détruit toutes les lettres de Jeanne à Baudelaire.

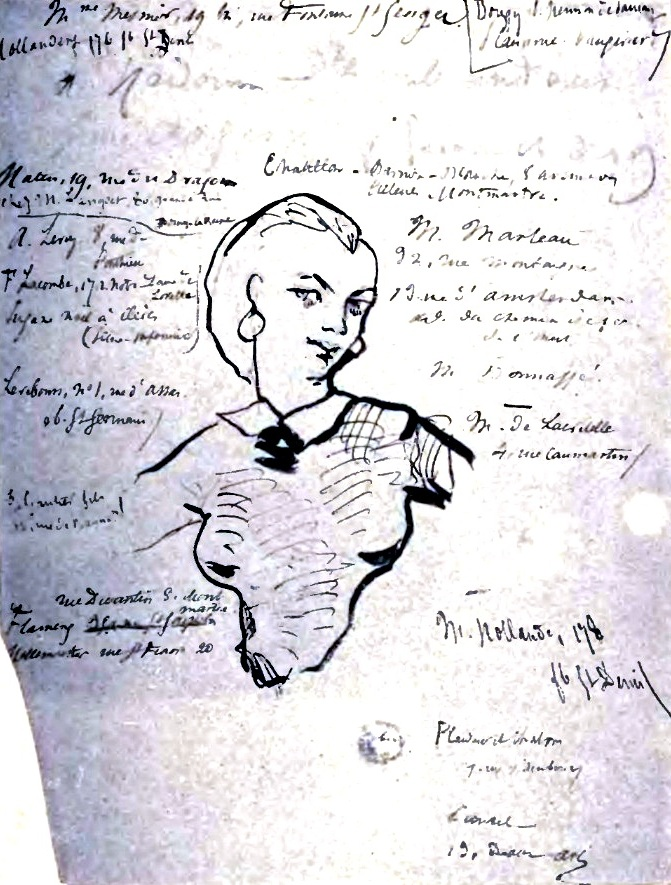
Dessin de Jeanne Duval, par Baudelaire, vers 1847.

En 1845, Baudelaire écrit à son notaire, dans une lettre où il annonce qu’il va se suicider : « Quand mademoiselle Jeanne Lemer vous remettra cette lettre, je serai mort. Elle l’ignore. Sauf la portion réservée à ma mère, Mlle Lemer doit hériter de tout ce que je laisserai. ». Cette tentative de suicide se soldera par une égratignure. Mais un peu plus tard, en 1852 : 

« Jeanne est devenue un obstacle, non seulement à mon bonheur, ceci serait bien peu de chose, moi aussi je sais sacrifier mes plaisirs et je l’ai prouvé, mais encore au perfectionnement de mon esprit. […] J’ai des larmes de honte et de rage dans les yeux en t’écrivant ceci ; et en vérité je suis enchanté qu’il n’y ait aucune arme chez moi ; je pense aux cas où il m’est impossible d’obéir à la raison et à la terrible nuit où je lui ai ouvert la tête avec une console. »

Ils se quittent, mais la séparation est loin d’être totale : « Pendant quelques mois, je suis allé la voir deux ou trois fois par mois, pour lui porter un peu d’argent ». Le 18 novembre 1853, Baudelaire écrit à sa mère : « Ma chère mère, j’ai eu avant-hier quelqu’un à enterrer ». Il pourrait s’agir de la mère de Jeanne. Jacques Crépet a découvert l’acte de décès d’une Jeanne Lemaire, décédée à Belleville le 15 novembre 1853 ; il pense découvrir par ailleurs qu'elle est veuve, née à Nantes, âgée de 63 ans. A son débarquement au Port du Havre en 1821, elle déclara cependant être née à Angers et sa fille Gabrielle à Paris vers 1811. Les frais de son inhumation vaudront à Baudelaire de cruelles difficultés financières : « J’ai payé les frais de l’exhumation et de la réinhumation : 86 francs le terrain, 10 francs pour les ouvriers, 25 pour l’entourage en menuiserie : 121 francs. Après avoir payé ma blanchisseuse, ma concierge et acheté un peu de bois, il ne m’est rien resté ».
Ils renouent en 1855. En décembre, Baudelaire habite avec elle « dans le quartier du boulevard du Temple, 18 rue d’Angoulême ».

Nouvelle rupture en septembre 1856 : 

« Ma liaison, liaison de quatorze ans avec Jeanne est rompue. Ce détachement, cette lutte a duré quinze jours. […] Moi, je sais que je regretterai toujours cette femme. […] Encore maintenant, et cependant je suis tout à fait calme, je me surprends en voyant un bel objet quelconque, un beau paysage, n’importe quoi d’agréable : pourquoi n’est-elle pas avec moi ? […] Je n’ai pas pu voir Ancelle avant son départ. Je savais qu’il passerait par Bordeaux et je lui ai écrit poste restante. Je lui disais simplement que peut-être à son retour, je le prierais d’aider cette malheureuse femme, à qui je ne laisse que des dettes. »

Au début de 1859, il habite de nouveau avec elle, puis il s’installe seul à Honfleur. Le 5 avril, Jeanne est frappée d’une attaque d’hémiplégie. Depuis Honfleur, Baudelaire réussit à la faire admettre à la Maison de santé Dubois, qui accueillait généralement des écrivains et des artistes, puis il s’évertue à régler les frais d’hospitalisation : 

« Vous recevrez cette lettre et ce billet samedi 30. Il faut que je verse le 3 mai 120 francs à la Maison de santé plus 30 francs à la garde-malade. Je ne puis pas aller à Paris. Profitez du samedi (demain) pour escompter ce papier, payable ici, chez ma mère, et dès dimanche, envoyez 150 francs (un billet de 100 et un de 50 ou un mandat) à M. le Directeur de la Maison municipale de santé, 200 faubourg Saint-Denis. Vous direz dans votre lettre que vous envoyez cela de la part de M. Baudelaire pour la pension de Mlle Jeanne Duval, qu’il y a 120 francs pour la pension et que les 30 francs doivent être remis à la malade elle-même pour sa garde. Le reçu sera remis à Mlle Duval. »

 Jeanne sort le 19 mai, paralysée du côté droit, et Baudelaire l’installe dans un petit appartement loué à Neuilly, qu’il habitera quelque temps avec elle. Désormais, Baudelaire se considérera comme le « tuteur » de Jeanne : 

« Tu supposes toujours que je suis un ingrat et puis tu oublies qu’après avoir été longtemps un fainéant et un libertin, je suis obligé de jouer maintenant le rôle de papa et de tuteur. Il ne s’agit pas seulement de dépenses, il s’agit de penser pour un esprit affaibli. »

 ; « Ma chère fille, il ne faut pas m’en vouloir si j’ai brusquement quitté Paris sans avoir été te chercher pour te divertir un peu. […] En attendant, comme je puis rester une semaine absent et que je ne veux pas que dans ton état tu restes privée d’argent même un jour, adresse-toi à M. Ancelle ».
En 1861, l’apparition d’un frère de Jeanne va provoquer une nouvelle rupture : « Je n’ai pas écrit à Jeanne. Je ne l’ai pas vue pendant près de trois mois ; naturellement, je ne lui ai pas envoyé un sol. Elle est venue me voir hier ; elle sort de l’hospice, et son frère sur qui je la croyais appuyée, lui a vendu en son absence une partie du mobilier ».
Pendant son séjour en Belgique courant 1864, Baudelaire écrit à son notaire Narcisse Ancelle : « Je vous supplie d’envoyer 50 francs à Jeanne, sous enveloppe (Jeanne Prosper, 17 rue Sauffroy, Batignolles) […] Je crois que cette malheureuse Jeanne devient aveugle ».

C’est la dernière trace de Jeanne dans les lettres de Baudelaire. Elle sera de nouveau mentionnée sous la plume peu charitable de sa mère : 

« La Vénus noire l’a torturé de toutes manières. Oh ! si vous saviez ! Et que d’argent elle lui a dévoré ! Dans ses lettres, j’en ai une masse, je ne vois jamais un mot d’amour. […] Sa dernière en avril 1866, lorsque je partais pour aller soigner mon pauvre fils à Bruxelles, lorsqu’il était dans de si grands embarras d’argent, elle lui écrit pour une somme qu’il faut qu’il lui envoie de suite. Comme il a dû souffrir à cette demande qu’il ne pouvait satisfaire ! Tous ces tiraillements ont pu aggraver son mal et pouvaient même en être la cause. »

Après la mort de Baudelaire, seuls deux témoignages sortiront Jeanne de l’oubli. Nadar signale l’avoir aperçue en 1870, claudiquant sur ses béquilles. La cantatrice Emma Calvé relate ainsi sa visite à l'ancienne muse du poète : « Sous le nom de Jeanne Prosper, elle habitait un modeste logis, quelque part aux Batignolles. Elle arriva sur deux béquilles, coiffée d’un madras multicolore d’où s’échappaient des mèches folles, grises et frisées, aux oreilles des anneaux d’or. »
Ces deux témoignages sont peut-être véridiques, mais les deux rencontres n’ont pu avoir lieu qu’avant avril 1868, puisque, comme l’a découvert Catherine Choupin, Jeanne fut internée en avril 1868 au dépôt de mendicité de Saint-Denis et y est morte le 20 décembre 1868,. Emma Calvé n'aurait eu que 9 ans.

## Influence sur Baudelaire
Les commentaires de ses contemporains sur l’influence qu’a pu exercer Jeanne sur Baudelaire sont généralement négatifs,. Il est en revanche admis qu’elle lui a inspiré quelques-uns de ses plus beaux poèmes. Mais la plupart des biographes l’accusent de l’avoir persécuté, ruiné et même empêché de réaliser son œuvre. D'autres, moins nombreux, la décrivent en victime dévouée du « grand homme ». Il est pourtant probable que ces deux aspects de leur relation ont été inextricablement liés : 

« Opposant divinité et bestialité, [les] poèmes qui la chantent si magnifiquement s’opposent à ceux où l’amour se change en combat, laissant deviner l’histoire d’une liaison tempétueuse, faite de ruptures et de retrouvailles, de volupté et de férocité, de remords, de dévouement, d’égoïsme et de charité. »

Dans son livre Sympathie pour le fantôme, l'écrivain Michaël Ferrier propose une relecture moderne des relations entre Baudelaire et Jeanne Duval, à laquelle il consacre le quatrième chapitre de son livre. Après avoir rappelé les nombreux préjugés qui courent, aujourd'hui encore, sur la figure de Jeanne Duval (« Même chez ses meilleurs commentateurs, elle est presque uniquement rattachée à une veine exotique et érotique : le plus souvent, elle est évoquée comme un élément séparé, une aberration allogène. »), Ferrier lui redonne une importance fondatrice en la reliant non pas aux goûts sexuels de Baudelaire, mais à son esthétique novatrice, et en replaçant cette rencontre dans son contexte à la fois biographique (le voyage du jeune Baudelaire aux Mascareignes) mais aussi social et esthétique : le désir de rénovation poétique de Baudelaire et ses fréquentations littéraires et amicales comme le poète Auguste Lacaussade, le romancier Alexandre Privat d'Anglemont : 

« Baudelaire recherchera toujours la compagnie de cette minorité frottée d’autres langues, à la peau tantôt blanche et tantôt brune, aux cheveux fins ou crépus, aux yeux remplis de paysages changeants et d’horizons différents. (...) Si Jeanne Duval est passionnante dans le paysage français du XIXe siècle, c’est certes pour son destin exceptionnel, et le caractère unique de cette prostituée provocante, pointue, ironique, munie de ce goût aristocratique de déplaire qui sied si bien aux descendants d’esclaves… Mais c’est aussi parce qu’elle est représentative d’un grand mouvement de fond qui emporte – et aujourd’hui peut-être plus que jamais – la culture française. (Sympathie pour le fantôme, Gallimard, 2010) »

Dans son livre Jeanne Duval, l'Aimée de Charles Baudelaire, Karine Yeno Edowiza propose un récit poétique dépeignant les deux personnalités au milieu d'un Paris bohème, source d'inspiration artistique et politique.

### Poèmes inspirés par Jeanne Duval
Les critiques s’accordent en général pour estimer que les poèmes suivants ont été (plus ou moins directement) inspirés par Jeanne :
- Parfum exotique (lire) ;
- La Chevelure (lire) ;
- Sed non satiata (lire) ;
- Avec ses vêtements ondoyants et nacrés (lire) ;
- Le Serpent qui danse (lire) ;
- Remords posthume (lire) ;
- Le Chat (lire) ;
- Duellum (lire) ;
- Un Fantôme (lire) ;
- Je te donne ces vers afin que si mon nom (lire).

Ils sont plus partagés pour :
- Le Balcon (lire) ;
- Je t'adore à l'égal de la voûte nocturne (lire) ;
- Une nuit que j’étais près d’une affreuse Juive (lire) ;
- Le Vampire (lire) ;
- Une charogne (lire) ;
- De profundis clamavi (lire) ;
- Le Possédé (lire) ;
- Un hémisphère dans une chevelure (lire) ;
- Le Poison (lire);

## Iconographie

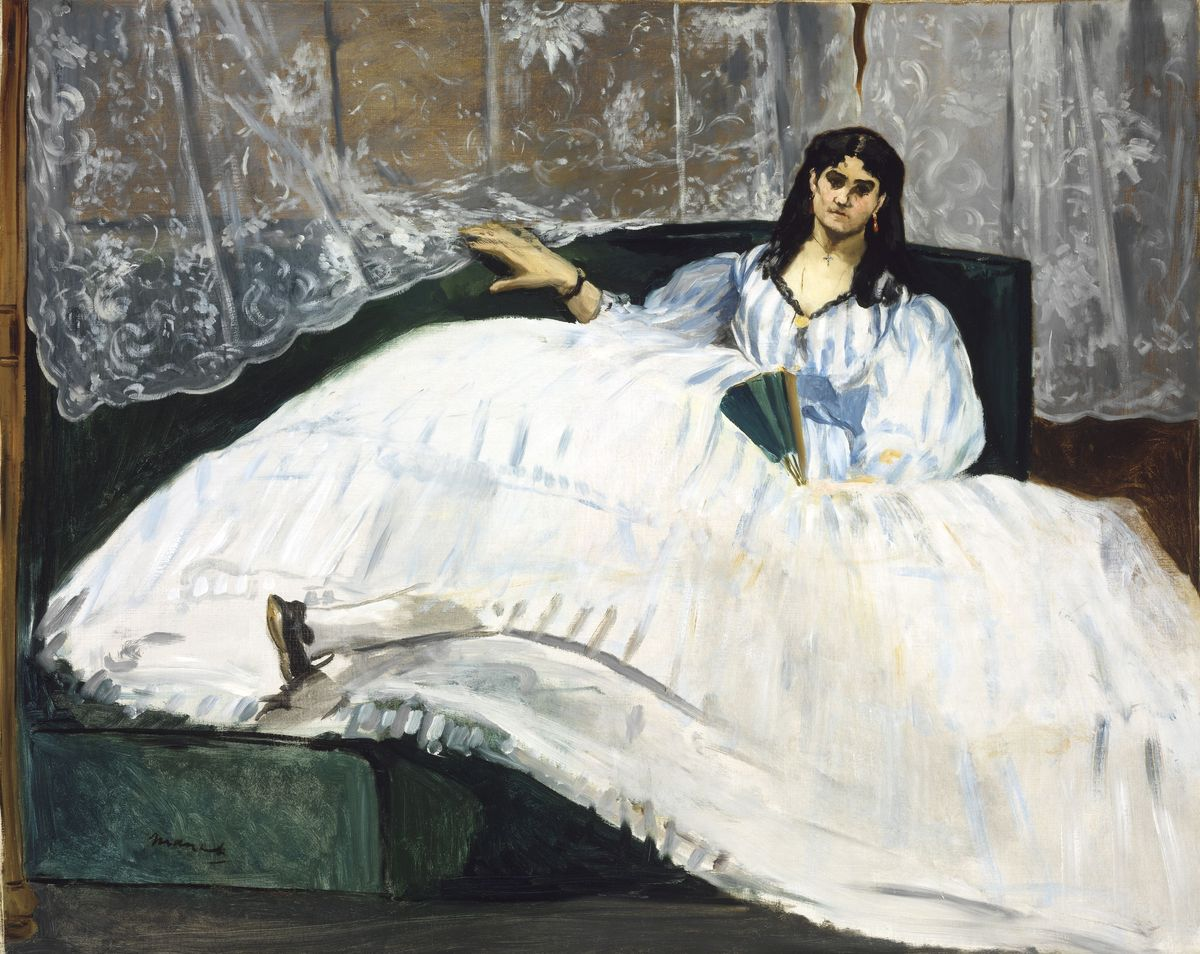
La Maîtresse de Baudelaire, par Édouard Manet.

- Baudelaire, Jeanne Duval, dessin à la plume à l’encre de Chine, 1865, Musée du Louvre, Département des Arts graphiques.
Ce dessin dont une reproduction figure en tête de l’article, porte de la main de Poulet-Malassis : « dessin de Baudelaire 27 fév 65 » et de la main de Baudelaire : « quaerens quem devoret », citation de la Première épître de Pierre (V, 8) : « le diable, comme un lion rugissant, cherchant qui dévorer ». Il a été acquis par Le Louvre en 1988 ;
- Baudelaire, Jeanne Duval, dessin à la plume à l’encre de Chine, ca 1858-1860, annoté par Poulet-Malassis ;
- Baudelaire, La Femme sans nom, dessin à la plume à l’encre de Chine.
Cette « femme sans nom » pourrait être Jeanne, à qui cette appellation convient parfaitement ;
- Baudelaire, Vision céleste à l’usage de Paul Chenavard, dessin à la plume à l’encre de Chine et vermillon, ca 1860 ;

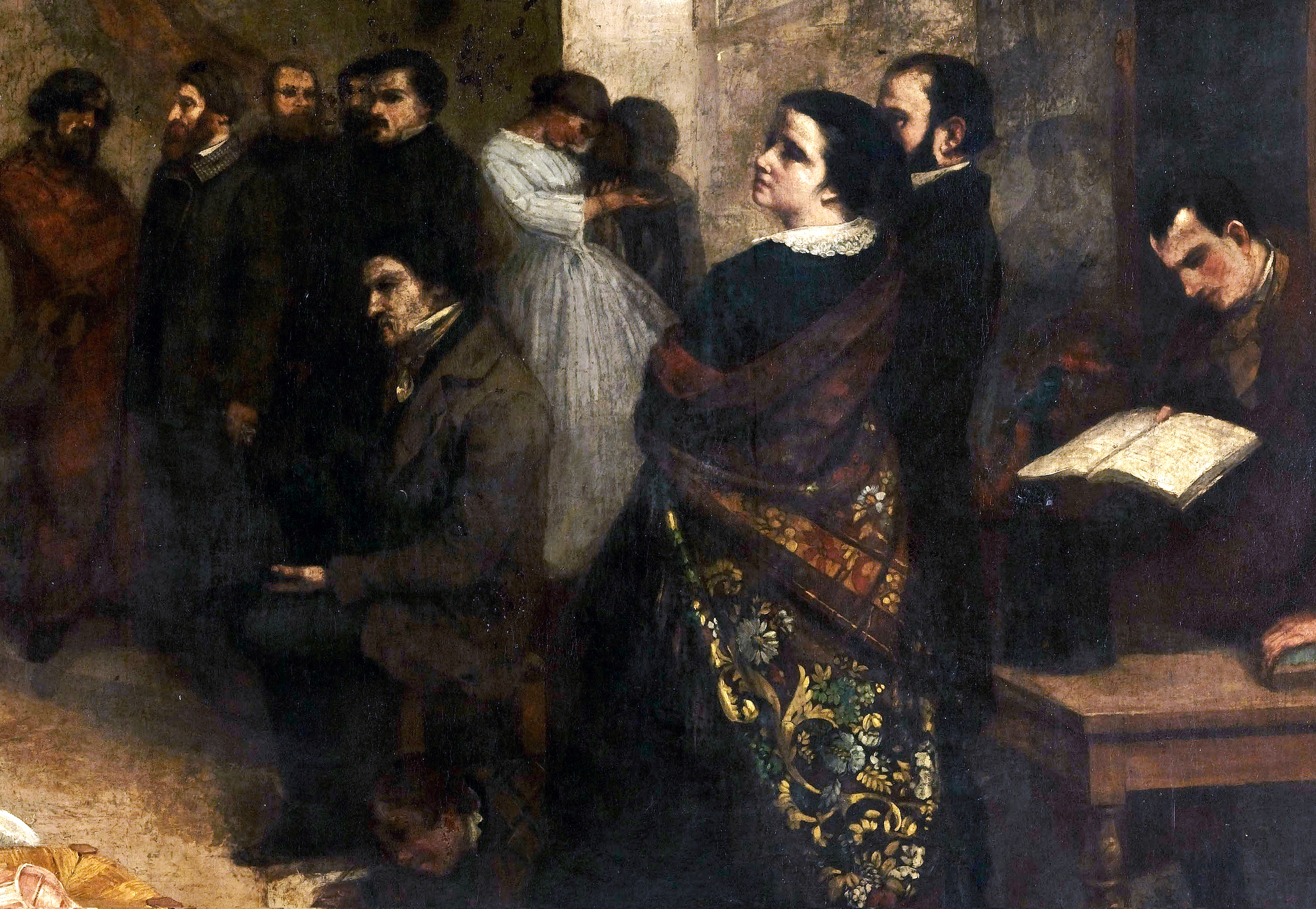
Détail de L'Atelier du peintre de Gustave Courbet (1855), faisant apparaître le repentir de Jeanne Duval, à gauche de Charles Baudelaire lisant son livre.

- Détail de L'Atelier du peintre de Gustave Courbet (1855), faisant apparaître le repentir de Jeanne Duval, à gauche de Charles Baudelaire lisant son livre.Courbet, L'Atelier du peintre, huile sur toile, 1855, Musée d'Orsay.
Jeanne figurait sur cette toile, mais Courbet l’a dissimulée sous une couche de peinture[47]. Ironiquement, le temps faisant son œuvre, cette couche de peinture s’est altérée et Jeanne est de nouveau visible près de son amant (repentir) ;
- Édouard Manet, Maîtresse de Baudelaire, huile sur toile, 1862, Musée des beaux-arts de Budapest.
Bien que cette « maîtresse » soit généralement considérée comme représentant Jeanne, tous les historiens ne sont pas d’accord avec cette attribution : « After the 1983 Manet retrospective, Jean Adhémar disputed this painting’s identification with Jeanne Duval completely. For Adhémar, the dates don’t work and the logic of Manet painting such an image of Baudelaire’s long-time partner in the early 1860's makes no sense. […] In 1994-5, Henri Loyrette maintains the radical doubt about the painting’s link with Jeanne Duval[48] »[Traduire passage].